# Heinrich Timmerevers
Heinrich Timmerevers (* 25. srpna 1952 Nikolausdorf/Garrel) je římskokatolický duchovní a drážďansko-míšenský biskup.

## Původ a vzdělání
Narodil se jako druhé ze šesti dětí v zemědělské rodině. V roce 1972 absolvoval Clemens-August-Gymnasium v Cloppenburgu. Poté začal studovat teologii a filozofii na Vestfálské Wilhelmově univerzitě v Münsteru a vstoupil do Collegia Borromaeum. Ve studiu pokračoval v roce 1974 na Univerzitě Alberta Ludwiga ve Freiburgu im Breisgau. V roce 1975 se vrátil do Münsteru, kde v roce 1977 dokončil svá studia. V münsterském semináři přišel do kontaktu s hnutím Fokoláre. V letech 1977–1978 navštěvoval v Římě kurz spirituality hnutí Fokoláre.

## Kněžská služba
Dne 25. května 1980 byl Timmerevers vysvěcen na kněze v münsterské katedrále tehdejším münsterským biskupem Reinhardem Lettmannem. V letech 1980–1984 byl vikářem ve farnosti svatého Víta ve Visbeku. V roce 1984 se stal subdirektorem Collegium Borromaeum v Münsteru a katedrálním vikářem v katedrále svatého Pavla. v roce 1990 se vrátil jako farář do Visbeku, kde působil také jako regionální kaplan pro duchovní péči o ženy a od roku 1993 jako regionální předseda KFT (něm. Katholische Frauengemeinschaft Deutschlands, česky: Katolické společenství žen v Německu) v oldenburském biskupském okresním oficialátu. Od roku 2000 byl také administrátorem farnosti svatého Antonína ve Visbeku v okrese Rechterfeld, která byla do roku 2005 samostatná.

## Biskupská služba

Znak Heinricha Timmerverse jako světícího biskupa v Münsteru v letech 2001–2016

### Pomocný biskup münsterské diecéze a biskupský oficiál ve Vechtě
6. července 2001 jej papež Jan Pavel II. jmenoval pomocným biskupem v Münsteru s titulárním biskupstvím v Tulaně. Současně ho biskup Reinhard Lettmann jmenoval biskupským oficiálem ve Vechtě. Dne 2. září téhož roku přijal Timmerevers biskupské svěcení z rukou Reinharda Lettmanna v münsterské katedrále. Spolusvětiteli byli münsterský pomocný biskup Werner Thissen a emeritní pomocný biskup a Timmereversův předchůdce v úřadu oldenburského oficiála Max Georg Freiherr von Twickel. Timmerevers si za své motto zvolil: „Hledejte tam, kde je Kristus“. V roce 2002 byl přijat do münsterské katedrální kapituly jako nesídelní katedrální kaplan.

### Diecéze drážďansko-míšenská
Papež František jej 29. dubna 2016 jmenoval drážďansko-míšenským biskupem. Uvedení do úřadu drážďansko-míšenského biskupa se konalo 27. srpna 2016.

## Úkoly v Německé biskupské konferenci
V Německé biskupské konferenci byl v letech 2001–2009 členem komise pro mládež. Následně se stal členem pastorační komise a také členem komise pro duchovní povolání a církevní služby. Od roku 2008 je předsedou pracovní skupiny „Instituty zasvěceného života“. V roce 2012 ho biskupská konference na žádost předsednictva Maltézské pomoci jmenovala spolkovým kaplanem Maltézské pomoci. Od roku 2011 se stal kaplanem Maltézského řádu.

## Postoje
V prosinci 2019 prohlásil, že kromě kněží žijících v celibátu by mohli existovat i ženatí katoličtí kněží, jak tomu již v ojedinělých případech je. V souvislosti se svěcením žen se vyjádřil, že zde vidí dilema katolické církve. V září 2020 se vyslovil pro žehnání párům stejného pohlaví.

## Výběr monografie
- s Dietmarem Kattingerem (ed.): Ereignisse und Eindrücke – Die Katholische Kirche im Oldenburger Land 2009. Dialogverlag, Münster 2009, (německy) ISBN 978-3-941462-18-2.
- Karken an't Waoter – Plattdeutsche Ansprachen. Dialogverlag, Münster 2012, (německy) ISBN 978-3-941462-75-5.
- Upstaohn för't Läwen! – Plattdeutsche Ansprachen. Dialogverlag, Münster 2016, (německy) ISBN 978-3-944974-20-0.
- AnFangen - Die ersten Stationen: Reden, Predigten, Ansprachen. Benno, Leipzig 2017, (německy) ISBN 978-3-7462-5090-8.
- s Thomasem Arnoldem (ed.): Gefährliche Seelenführer? – Geistiger und geistlicher Missbrauch. Herder, Freiburg 2020, (německy) ISBN 978-3-451-02747-5.